# Allen Berg
Pas d'image ? Cliquez ici
Allen Berg, né le 1er août 1961 à Vancouver, est un pilote automobile canadien.

## Biographie
Après un début de carrière en Formule 3 britannique et un titre de champion de Formule Atlantic, Berg débarque en Formule 1 courant 1986 lors de la manche de Détroit pour remplacer Christian Danner qui remplace lui-même Marc Surer, gravement brûlé en Rallye. Après neuf Grands Prix où il ne décolle jamais du fond de la grille, Allen Berg quitte la Formule 1. 
Il continue sa carrière jusqu'en 2001 où il prend sa retraite et ouvre une école de pilotage.

## Résultats en championnat du monde de Formule 1
| Saison | Écurie                 | Châssis        | Moteur                | Pneus   | GP disputés | Points inscrits | Classement |
| ------ | ---------------------- | -------------- | --------------------- | ------- | ----------- | --------------- | ---------- |
| 1985   | Spirit Enterprises Ltd | 101D           | Hart 4 en ligne turbo | Pirelli | 0           | 0               | n.c.       |
| 1986   | Osella Squadra Corse   | FA1F FA1G FA1H | Alfa Romeo V8 turbo   | Pirelli | 9           | 0               | n.c.       |

## Palmarès
- 1981 : vice-champion du Canada de Formule Ford
- 1982 : Champion des North American Formula Atlantic Winter Pacific Series
- 1983 : Champion du International Formula Pacific Tasman Championship
- 1984 : Vice-champion d'Angleterre de Formule 3
- 1991 : DTM (25e)
- 1993 : Champion du Mexique de Formule 2 avec 2 victoires
- 1994 : Vice-champion du Mexique de Formule 2 avec 3 victoires
- 2001 : Champion de Formula de Las Americas avec 4 victoires en 9 courses

## Résultats aux 24 heures du Mans
| Année | Châssis       | Écurie                              | Coéquipiers                  | Résultat |
| ----- | ------------- | ----------------------------------- | ---------------------------- | -------- |
| 1990  | Porsche 962 C | Italya Sport - Richard Lloyd Racing | Bruno Giacomelli/John Watson | 11e      |